# Emanuel Frynta
Emanuel Frynta (3. ledna 1923 Slapy – 11. října 1975 Praha) byl český překladatel z ruštiny a básník. Překládal především A. S. Puškina, M. J. Lermontova a A. P. Čechova, ve vlastním díle byl zejména představitel nonsensové poezie.

## Život
Byl syn Emanuela Frynty staršího (1888–1949), učitele, bibliofila, publicisty a nakladatelského redaktora a matky Augustiny, rozené Růžičkové (1900–??).
V roce 1943 maturoval na klasickém gymnáziu v Praze. Do konce druhé světové války byl zaměstnán jako pomocný dělník. V letech 1945 až 1948 studoval rusistiku na FF UK. Po zbytek života pracoval jako překladatel z povolání, především z ruštiny.

### Rodina
V roce 1947 se seznámil s herečkou a pedagožkou Vítězslavou (Adou) Waldovou (1928–2015), se kterou se po deseti letech známosti oženil. Jejich syn prof. RNDr. Daniel Frynta, Ph.D. (* 1963) je český sociobiolog a vysokoškolský pedagog.

## Dílo
Debutoval v roce 1945 v Akordu. Dále publikoval v Kytici, Světové literatuře, Sešitech pro mladou literaturu, Literárních novinách, Mladé frontě, Hostu do domu, Tváři a Obrodě.
V prvopočátcích svého literárního účinkování byl zahrnován do stejné básnické skupiny jako Josef Suchý, tedy do autorského okruhu kolem katolického časopisu Vyšehrad, preferujícího ideály křesťanského humanismu. Podobně jako u jeho druhů (Slavík, Vokolek) byla po únoru 1948 Fryntova cesta k publikování velmi komplikovaná.
Věnoval se překladatelství (jako jeden z prvních k nám uváděl Christiana Morgensterna), zajímal se o editorství (sestavil např. oblíbenou čítanku českého a světového humoru Moudří blázni) a spolupracoval s rozhlasem. Patřil k průkopníkům naší konkrétní a nesmyslné poezie.
Dominantní částí díla Emanuela Frynty byly překlady z ruštiny (básně A. S. Puškina a M. J. Lermontova). Věnoval se překladům i z dalších jazyků. Součástí jeho literárněvědné činnosti byly i publikace určené zahraničním čtenářům. Působil až do konce života jako překladatel, ale před koncem života téměř celé své dílo (tedy překlady i vlastní autorská nevydaná díla) spálil.
Spolupracoval s dětmi, což ovlivnilo jeho tvorbu (1966). Řadu jeho textů zhudebnil Petr Skoumal, vyšly na albech Kdyby prase mělo křídla (Bonton, 1991) a Pečivo (Bonton, 1995).

### Překlady
- Listy nevěstě a ženě Natalii Nikolajevně (autor Alexandr Sergejevič Puškin ; Praha, Václav Pour, 1949)
- Michail Jurjevič Lermontov: Výbor z díla (přeložili Emanuel Frynta et al.; Praha, Svoboda, 1951)
- Anton Pavlovič Čechov: Výbor z díla (Povídky a Lyrika ve třech dílech, přeložili Emanuel Frynta et al.; Praha, Svoboda, 1951, SNKLHU 1955, 1956)
- Edgar Lee Masters: Spoonriverská anthologie (přeložili Jiří Kolář, Zdeněk Urbánek, Emanuel Frynta; Praha, Státní nakladatelství krásné literatury, hudby a umění 1957, Cylindr 2000)
- Anton Pavlovič Čechov: Sachalin; Ze Sibiře (přeložili Emanuel Frynta a František Musil; Praha, SNKLHU, 1959)
- Alexandr Sergejevič Puškin: Vyšel jsem dřív než hvězda ranní (přeložili Emanuel Frynta et al.; Praha, SNKLU, 1962 )
- Lope de Vega: Zahradníkův pes (Praha, Státní nakladatelství krásné literatury a umění, 1962)
- Michail Jurjevič Lermontov: Maškaráda (drama ve verších, ve čtyřech dějstvích; Praha, Orbis, 1963)
- Anton Pavlovič Čechov: Melancholický dekameron (ilustrace Stanislav Kolíbal; Praha, Svět sovětů, 1964)
- Navštívení krásy (italská renesanční lyrika, přeložili Emanuel Frynta, Jaroslav Pokorný a Jan Vladislav, kresby Václav Sivko; Praha, Mladá fronta, 1964)
- Sergej Alexandrovič Jesenin: Modravá Rus (překlad Emanuel Frynta et al.; Praha, Mladá fronta, 1965)
- Rozmarné povídky staré Rusi (volně podle různých sbírek přeložil a parafrázoval Emanuel Frynta; Praha, Odeon, 1966)
- Jiří Suchý: Sto povídek aneb nesplněný plán (verše Christiana Morgensterna přeložil Emanuel Frynta; Praha: Československý spisovatel, 1966)
- Modří husaři (z díla děkabristů (vybrali, uspořádali a medailónky o autorech napsali Emanuel Frynta, Ervína Moisejenková a Vladimír Svatoň; Praha, Odeon, 1967)
- Proměny Démona (vnitřní obraz básníkova osudu v zrcadle jeho lyriky; ze souborného vydání Lermontovových spisů vybral, doprovodil dokumentárním materiálem, úvodní studii a životopisnou poznámku napsal Emanuel Frynta; Praha, Československý spisovatel, 1967)
- Balagán (ukázky z chystaného slovníku ruských zajímavostí a starožitností, uspořádal Emanuel Frynta; Praha, Svět sovětů, 1968)
- Anton Pavlovič Čechov: Srdce nechodí samo (přeložili Emanuel Frynta, Jaroslav Hulák a Anna Zahradníčková; Praha, Odeon, 1968)
- Meč a píseň (hrdinské báje staré Evropy vypravují Vladimír Hulpach, Emanuel Frynta, Václav Cibula, ilustroval Miloslav Troup; Praha, Artia, 1970)
- Michal Jurijevič Lermontov: Maškaráda; Dva bratři (přeložili Zdenka Bergrová a Emanuel Frynta; Praha, Odeon, 1971, 1972)
- Iraklij Andronikov: Záhadná N.F.I. (z ruských originálů a z ukázek z díla M.J. Lermontova uspořádali a přeložili Emanuel Frynta a Jiří Barbaš; Praha, Lidové nakladatelství, 1974)
- Alexander Sergejevič Puškin: V bouři zrál můj hlas (přeložili Emanuel Frynta, Bohumil Mathesius a Hana Vrbová; Praha, Mladá fronta, 1975)
- Anton Pavlovič Čechov: Melancholický dekameron (z povídek A.P. Čechova uspořádal a doslov napsal Emanuel Frynta, přeložili Emanuel Frynta, Jaroslav Hulák, Anna Zahradníčková, ilustrace Stanislav Kolíbal; Praha, Lidové nakladatelství, 1976)
- Anton Pavlovič Čechov: O lásce (přeložili Emanuel Frynta, Jaroslav Hulák a Anna Zahradníčková; Praha, Odeon 1976, Academia 2002)
- Anton Pavlovič Čechov et al.: Příběhy mladých lékařů (přeložili Alena Morávková, Vladimír Pravda, Emanuel Frynta; Praha, Práce, 1977)
- Slavko Janevski: Tanečnice na dlani (z makedonských originálů přeložili Pando Kolevski, Emanuel Frynta a Jaroslav Kabíček; Praha, Odeon, 1979)
- Anton Pavlovič Čechov: Čtyři osudy (přeložili Emanuel Frynta, Jaroslav Hulák; Praha, Odeon; Moskva, Chudožestvennaja literatura, 1984)
- Rozmarné povídky staré Rusi (přeložil a parafrázoval Emanuel Frynta; Praha, Vyšehrad, 1985)
- Anton Pavlovič Čechov: Případy z praxe (přeložil Emanuel Frynta et al.; Praha, Svoboda, 1987)
- Anton Pavlovič Čechov: Povídky (přeložili Emanuel Frynta, Jaroslav Hulák, Anna Zahradníčková; Praha, Odeon, 1988 )
- Fjodor Michajlovič Dostojevskij: Něžná (Praha, Melantrich, 1989)
- Anton Pavlovič Čechov: Černý mnich a jiné povídky (přeložili Hana Zahradníčková a Emanuel Frynta; Praha, Slovart, 1997)
- Anton Pavlovič Čechov: Anna na krku a jiné povídky (přeložili Jaroslav Hulák, Emanuel Frynta a Zdeňka Psůtková; Academia, 2000)
- Srdce ve mně sténá (výbor z poezie trobadorů, přeložili Emanuel Frynta a Petr Kopta; Praha, BB art, 2004)
- Alexandr Sergejevič Puškin: Boris Godunov (Praha, Artur, 2016)
- Anton Pavlovič Čechov: Černý mnich (Praha, Radioservis, 2017)
- Anton Pavlovič Čechov: Povídky o lásce (přeložili E. Frynta, J. Hulák a A. Zahradníčková; Praha, Garamond, 2017)
- Michal Jurjevič Lermontov: Bratr smutek (přeložili Emanuel Frynta a Josef Hora; Praha, Garamond, 2018)

### Vlastní díla
- Eva Fuková (monografie; Praha, Státní nakladatelství krásné literatury a umění, 1963)
- Moudří blázni (knížka historek, pohádek, povídek a veršů o moudrém bláznovství a bláznivé moudrosti, uspořádal, rozpravy a vysvětlivky napsal Emanuel Frynta; Praha, Albatros 1973, 1976, 1981, 1984, 1987)
- Nová knížka pro děti o chvástavém štěněti (fotografie Jan Lukas, Praha, Státní nakladatelství dětské knihy 1964, Aurora 1998)
- Písničky bez muziky (pro děti od 5 let, ilustrace Markéta Prachatická; Praha, Albatros 1988, 1997, Argo 2010)
- Zastřená tvář poezie (soubor esejistických rozhlasových přednášek, uspořádal a k vydání připravil Jiří Honzík, doslov napsal Ivan Vyskočil, ilustrace Karel Nepraš; Praha, Nakladatelství Franze Kafky, 1993)
- Závratné pomyšlení (povídky a básně z pozůstalosti, uspořádala, k vydání připravila a úvod napsala Marta Železná, ilustroval Jiří Šalamoun; Praha, Český spisovatel, 1993)
- Kdyby prase mělo křídla (písničky Petra Skoumala s texty Pavla Šruta, Emanuela Frynty, Jana Vodňanského ; ilustrace Markéta Prachatická; Praha, Egmont, 1999)
- Praha - domovské město Franze Kafky (texty Emanuel Frynta, fotografie Jan Lukas; Praha, Nakladatelství Franze Kafky, 2000)
- Když tygr jede do Paříže (zpěvník Petra Skoumala , texty písní Emanuel Frynta, Petr Skoumal, Zdeněk Svěrák aj., ilustrovala Helena Rosová; Praha, Mladá fronta, 2006)
- Eseje (Praha, Torst, 2013)
- Nehraje se (Praha, Galén, 2016)

## Vzpomínky manželky
Na popud svého muže jsem odešla z divadla, protože jsem několikrát byla na policii a člověka to dovede otrávit, a ty otřesné věci, co se hrály – můj muž na to byl citlivý a řekl mi, že budu doma s ním, tak jsem mu pomáhala na stroji přepisovat překlady. Bylo to náročné, každá povídka se musela desetkrát přepsat, někdy mě bolela záda tak, že jsem si musela lehnout na zem a zacvičit si. Můj muž pracoval od rána od 9h do večera, celý den. Když na něčem pracoval, chtěl to hned slyšet přečtené nahlas, tak přišel za mnou. Musela jsem všeho nechat i utěrku pustit na zem a přečíst mu to.

Protože nemohl přednášet na fakultě, tak přednášel doma. Byla to taková domácí univerzita, scházeli se u nás ti nejlepší lidé, nikdo bezcharakterní nemohl překročit náš práh. Život byl těžký i nádherný. Můj muž byl veselý, přes den pracoval a večer jsme chodili na návštěvy, nebo jsme přijímali návštěvy u nás. Žili jsme jen díky tomu, že jsme měli báječné přátele – Bohumil Hrabal, Jiří Kolář, Ilja Hurník, Ivan Medek, Dr. Anna Masaryková, rodina Lukasova, Fukovi, Schwarzovi, Dr. Kybalová, Dr. Hartman, malíř Kamil Lhoták. Ilja Hurník nechtěl, abychom byli nečinní a tak nám dával úkoly, např. byl vymezený úsek na Kampě, který se bude fotografovat, vyhodnocovala to Emila Medková, vždycky to vyhrál můj muž, Ilja Hurník nebo Petr Eben.

Ta doba byla ukrutná. Můj muž ale říkal: my si nestěžujeme, protože jsme si tento způsob života vybrali!
Z vyprávění jeho ženy, herečky Ady Fryntové Waldové